# Trilogia di Darth Bane
La trilogia di Darth Bane (in inglese Darth Bane saga) è una serie di romanzi di fantascienza scritta da Drew Karpyshyn, pubblicata da Del Rey Books e facente parte dell'Universo espanso di Guerre stellari. I romanzi che la compongono sono: Il sentiero della distruzione (2006), La regola dei due (2007) e La dinastia del male (2009). È stata pubblicata in italiano per la prima volta dal 2012 al 2013 da Multiplayer Edizioni.
La trilogia si svolge tra il 1003 e il 980 BBY, un millennio prima degli eventi del film Guerre stellari. Segue la vita di Darth Bane, un signore dei Sith vissuto nel periodo della Vecchia Repubblica, che riesce a sopravvivere alla distruzione della setta da parte dei Jedi e passa alla storia come l'iniziatore della "regola dei due", che impone che l'ordine Sith sia composto sempre e solo da un maestro e un allievo, permettendo così alla setta di perpetuarsi nell'ombra.

## Trama

### Il sentiero della distruzione
Dessel è un giovane che fin dall'infanzia non ha conosciuto altro che le fatiche di una vita da minatore nelle miniere di cortosite del remoto pianeta Apatros, e i continui maltrattamenti di suo padre, che si rivolge a lui con l'appellativo di "Bane" ("rovina "). Grazie alla sua istintiva affinità con la Forza, un giorno Dessel si difende da un militare della Repubblica Galattica che voleva vendicarsi su di lui per aver perso a una partita a carte, e lo uccide. Diventato un ricercato, è costretto a fuggire e si unisce alle file dell'esercito Sith nella guerra contro i Jedi e la Repubblica. Il giovane si dimostra un guerriero eccezionale e attira così l'attenzione dei suoi superiori; viene quindi invitato all'Accademia Sith su Korriban per addestrarsi nel lato oscuro della Forza, dove assume il nome Bane.
Studiando gli antichi scritti dell'ordine, Bane inizia a mettere in discussione l'attuale dottrina Sith, destinata al collasso per via degli attriti e le ambizioni di troppi capi, e concepisce così la regola dei due, secondo la quale solo due signori dei Sith possono coesistere: un maestro che incarna il potere e un discepolo che lo brama. Quando Lord Kaan, il condottiero della Confraternita dell'Oscurità dei Sith, raduna tutto l'esercito sul pianeta Ruusan per la battaglia campale contro l'Armata della Luce, Bane elabora un piano per distruggere la setta e rivela a Kaan il segreto della bomba psichica, un'antica e potentissima arma Sith che potrebbe decidere le sorti della battaglia in loro favore. Kaan, dubitando della lealtà di Bane, invia la giovane e subdola Githany ad avvelenarlo. Bane riesce però a scampare alla morte, minacciando la figlia del guaritore Darovit per farsi curare.
Recatosi a Rusaan, trova Kaan che, sempre più sotto pressione dall'avanzata nemica, acconsente a utilizzare la bomba psichica. I Sith si ritirano completamente nelle caverne del pianeta, quindi eseguono il rituale della bomba psichica, generando una massa di energia oscura che spazza via ogni forma di vita sul pianeta, Jedi e Sith compresi. Bane invece ha assistito da debita distanza all'esplosione della bomba mentale ed è sopravvissuto all'insaputa di tutti. Mentre si prepara a lasciare il pianeta incontra la piccola Jedi Zannah e la prende come sua apprendista.

### La regola dei due
La continua ricerca di antichi insegnamenti Sith conduce Bane su Dxun, una delle lune del pianeta Onderon, dove è nascosto l'holocron del signore dei Sith Freedon Nadd. Qui subisce l'infestazione degli orbalischi, piccoli parassiti che si attaccano alla pelle della vittima, moltiplicandosi senza poter essere rimossi. Benché gli orbalischi siano debilitanti, Bane ne trae anche vantaggio, in quanto gli conferiscono forza e protezione contro quasi tutte le armi. Bane e Zannah si stabiliscono su Ambria e ne fanno il loro quartier generale. Il Sith trascorre i successivi dieci anni nell'ombra, studiano il modo per produrre un suo holocron; la prolungata infestazione degli orbalischi, che gli ricoprono tutto il corpo, inizia però a inficiare la sua capacità di giudizio e di autocontrollo. Zannah intanto funge da suo braccio destro in varie operazioni sotto copertura, creando una fitta rete di informatori e imparando a padroneggiare varie abilità del lato oscuro.
Durante una missione Zannah viene a conoscenza della posizione della tomba della signora oscura dei Sith Belia Darzu sul pianeta Tython, che si dice contenga i segreti della costruzione degli holocron. Mentre si reca sul posto, Bane incarica la sua apprendista di infiltrarsi nel tempio Jedi per scoprire come curare l'infestazione degli orbalischi. Zannah ottiene tutte le informazioni necessarie sui parassiti, ma prima di poter ripartire si imbatte in suo cugino Darovit, un guaritore che non ha mai rinunciato a cercare di riportare Zannah al lato chiaro, e decide di prenderlo con sé. A loro insaputa vengono inseguiti da un gruppo di Jedi capitanato da Johun Othone e Valenthyne Farfalla, i quali sono in cerca di vendetta per l'uccisione del loro leader Lord Hoth nella battaglia di Ruusan e tra i pochi convinti che dei Sith siano riusciti a sopravvivere. I Jedi attaccano Bane e Zannah nella tomba di Belia Darzu, ma nonostante la superiorità numerica vengono sconfitti.
Nello scontro Bane è gravemente ferito. Zannah e Darovit lo conducono quindi dal guaritore Caleb su Ambria, il quale riesce a curare le ferite del Sith e a liberarlo dagli orbalischi. Zannah mette infine in atto il suo piano: uccide Caleb e lancia un incantesimo su Darovit per farlo impazzire. Quindi dissemina dei falsi indizi in modo tale che quando i Jedi uccidono il delirante Darovit si convincano di aver distrutto l'ultimo Sith ancora in vita. Bane e Zannah, invece, si dileguano di nascosto.

### La dinastia del male
Sono passati dieci anni dalla guarigione di Bane, e lui e Zannah hanno adottato nuove identità su Ciutric IV. Bane sta invecchiando e indebolendosi, ma Zannah non mostra alcuna intenzione di volerlo uccidere per acquisire lei il ruolo di maestro Sith secondo i precetti della regola dei due. Pensando che non sia degna di continuare l'ordine, Bane si mette in viaggio per il pianeta Prakith, dove è situata la tomba di Darth Andeddu, un signore dei Sith che detiene il segreto del trasferimento dell'essenza, per ottenere l'immortalità per se stesso e per l'ordine. Intuendo che il suo maestro ha iniziato a dubitare di lei, Zannah dà inizio al suo piano per rovesciare Bane, prendendo come proprio allievo il Jedi Oscuro Set Harth.
Intanto la principessa Serra di Doan, la figlia del guaritore Caleb, è tormentata dai ricordi del Sith che l'ha torturata da bambina e ha assassinato suo padre. Intenzionata a vendicarsi, assume un assassino chiamato La Cacciatrice per farsi consegnare Bane. La Cacciatrice riesce a catturare Bane poco dopo il suo ritorno da Prakith con l'holocron di Darth Andeddu e a portarlo a Doan, indebolito. Ormai in aperto scontro con Bane, Zannah e Set seguono le tracce dei rapitori fino a una prigione sotterranea di Doan, ma il duello tra il maestro e l'allieva è interrotto da Serra, che fa detonare la struttura. Set trova l'holocron di Andeddu, se ne appropria e scompare. Bane riesce a fuggire dal pianeta con l'aiuto della Cacciatrice, la quale diventa la sua nuova apprendista con il nome di Darth Cognus. Insieme i due rintracciano e uccidono Serra.
Bane e Zannah riprendono il loro duello su Ambria. La discepola riesce ad avere il sopravvento e a sopraffare la mente dell'avversario grazie alla sua conoscenza degli incantesimi Sith. Rendendosi conto che la sua fine è vicina, Bane tenta di impossessarsi del corpo di Zannah usando la tecnica di trasferimento dell'essenza di Darth Andeddu. Per alcuni istanti non è chiaro chi abbia vinto la battaglia, finché Zannah non esce trionfante dallo scontro e annuncia di essere il nuovo signore oscuro dei Sith. Darth Cognus si sottomette a lei, ma nota un tremore nella mano sinistra di Zannah, simile a quello che aveva Bane prima della sua morte. In un luogo sconosciuto, Set Harth apre l'holocron di Darth Andeddu per apprendere il segreto del trasferimento dell'essenza.

## Creazione e sviluppo

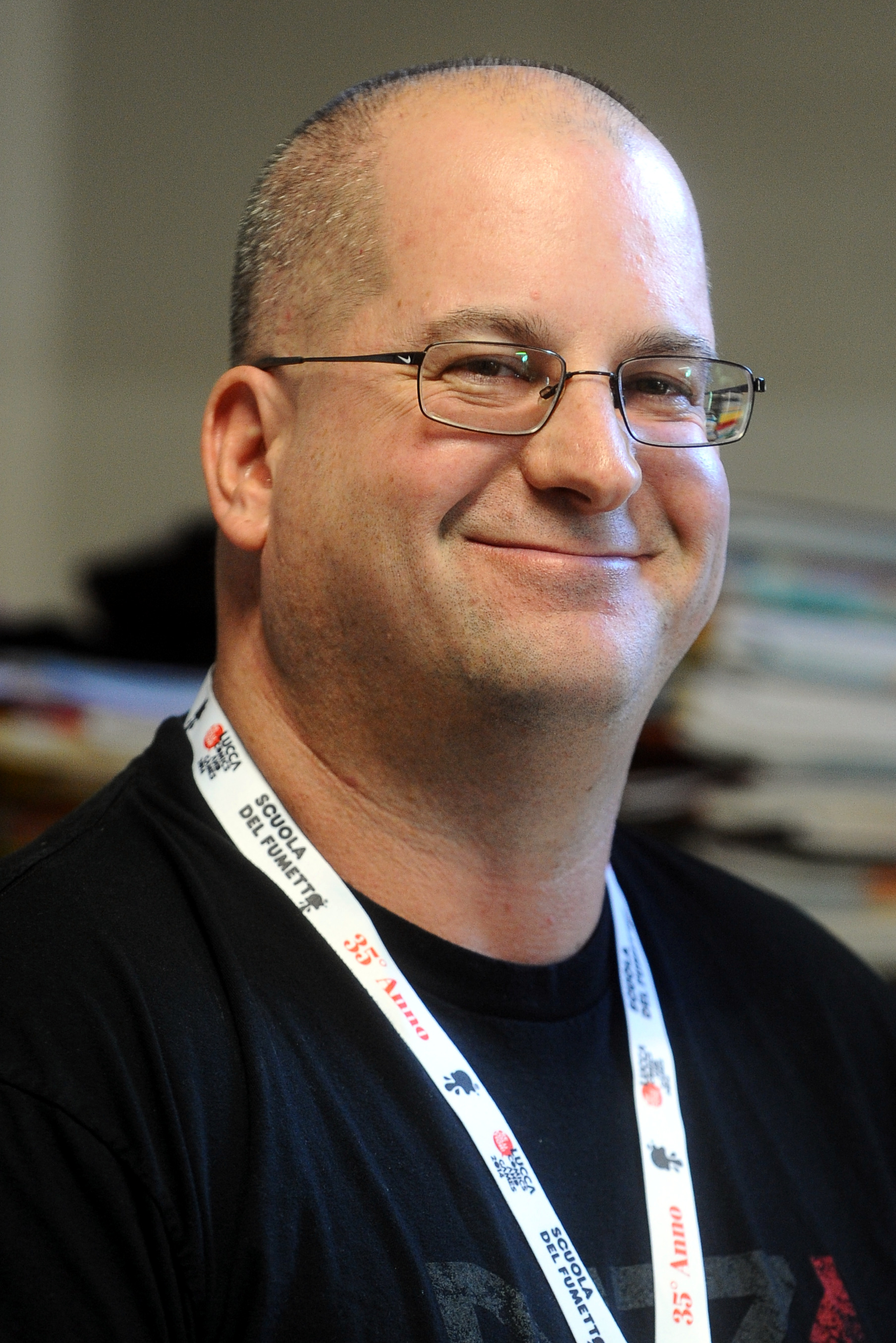
Drew Karpyshyn, l'autore della trilogia

Il personaggio di Darth Bane e la "regola dei due" affondano le radici in diverse opere del franchise di Guerre stellari precedenti all'uscita della trilogia di romanzi. I Sith comparvero per la prima volta nel fumetto Le cronache dei Jedi (1993-1998) come un ordine numeroso di adepti del lato oscuro della Forza contrapposti ai Jedi. Nel videogioco Star Wars Jedi Knight: Dark Forces II (1997) si menziona un'epica battaglia combattuta sul pianeta Ruusan centinaia di anni prima degli eventi del gioco tra l'Armata della Luce, composta da Jedi, e la Fratellanza Oscura, ovvero un gruppo di praticanti del lato oscuro non meglio identificati. Quando uscì il film Star Wars: Episodio I - La minaccia fantasma (1999), George Lucas dette per la prima volta la sua interpretazione dei Sith, come di una setta limitata a due soli esponenti: un maestro e un apprendista. Nella sceneggiatura e nella trasposizione letteraria della pellicola si precisa che questa situazione si venne a creare circa mille anni prima, quando i Sith si estinsero a causa di lotte intestine e un solo sopravvissuto, Darth Bane, rifondò la setta sulla base della regola dei due. Questi diversi stralci di informazione vennero collegati tra di loro nella guida The Essential Chronology (2000) e nel fumetto Jedi vs. Sith (2001), che identificano il luogo della lotta tra Jedi e Sith con Ruusan, in cui nel 1000 BBY i Sith vennero distrutti e Darth Bane, unico sopravvissuto, garantì la sopravvivenza dell'ordine istituendo la regola dei due.
Prima di scrivere la trilogia, Drew Karpyshyn si era distinto come autore di due romanzi e come sceneggiatore e game designer del videogioco Star Wars: The Old Republic. Forte di queste credenziali si candidò come autore presso Lucas Books, la divisione di Del Rey Books che deteneva i diritti di Lucasfilm per produrre romanzi di Guerre stellari, e venne selezionato per comporre un romanzo ambientato nel periodo della Vecchia Repubblica. La prima idea che propose per la sceneggiatura era di portata piuttosto limitata, come gli era stato richiesto nei suoi precedenti lavori su franchise già ben avviati. Tuttavia i suoi curatori editoriali Shelly Shapiro di Del Rey e Sue Rostoni di Lucasfilm gli chiesero di rendere la storia più epica e di trattare "eventi che avessero cambiato radicalmente la galassia [di Guerre stellari]". I tre si orientarono quindi su Darth Bane, un personaggio intrigante e innovativo, tutto da sviluppare, che, come visto, era stato reso centrale nell'ambientazione di Guerre stellari. Bane offriva tra l'altro la possibilità di esplorare la storia di un personaggio che sprofonda lentamente nel male, una parabola che risuonava bene con quella di Anakin Skywalker, che in quegli anni George Lucas stava mostrando nella trilogia prequel. Karpyshyn sviluppò la storia sotto la supervisione di Shapiro e Rostoni, per assicurarsi che si adattasse al resto delle opere del franchise, ma poi ebbe ampia libertà creativa nella scrittura del romanzo.
Durante il processo di composizione la sfida maggiore fu quella di scrivere dalla prospettiva di un cattivo cercando di renderlo al tempo stesso identificabile per i lettori, affiché fosse possibile simpatizzare con il personaggio e comprendere le sue motivazioni. Per raggiungere questo obiettivo Karpyshyn mostrò la graduale discesa nel male del protagonista, dal maltrattato minatore Dessel al mostro che diventa dopo aver preso il manto di Darth Bane. L'autore volle rendere anche il lato oscuro della Forza più sfumato di come era stato rappresentato fino a quel momento. Ovvero come qualcosa che non è di per sé malvagio, ma una forma di individualismo e di potere personale, che da un lato è seducente in quanto prospetta un miglioramento personale tramite la dedizione e il duro lavoro, ma dall'altro rappresenta un pericolo quando sfuma nell'avidità e nell'odio.
Il romanzo, sottotitolato Path of Destruction, uscì a settembre 2006. Nelle concezioni dell'autore il libro era solo l'inizio della storia di Bane, e, dal momento che ebbe successo, gli venne chiesto di scriverne un seguito. Anche con il secondo capitolo Rule of Two (2007) Karpyshyn si ritagliò uno spazio per poter proseguire la storia, che venne infatti portata a termine come trilogia con Dynasty of Evil nel 2009.

## Pubblicazione
L'edizione originale in inglese della trilogia è stata pubblicata dal 2006 al 2009 da Del Rey Books ed è composta da:
- Path of Destruction (2006)
- Rule of Two (2007)
- Dynasty of Evil (2009)

I tre libri sono stati successivamente pubblicati anche in formato tascabile (2007-2010), e-book (2011), come volume unico e-book (2012) e come audiolibri letti da Jonathan Davis (2012).
I libri sono stati tradotti in tedesco, francese, ungherese, polacco, italiano, cinese e spagnolo. La prima edizione italiana è stata edita da Multiplayer Edizioni:
- Il sentiero della distruzione (2012)
- La regola dei due (2013)
- La dinastia del male (2013)

Nel 2022 Panini Comics ha iniziato la pubblicazione di una nuova edizione della trilogia.

## Accoglienza
Il sentiero della distruzione debuttò all'11 posto della New York Times Best Seller list e rimase in classifica per alcune settimane. Anche La regola dei due arrivò in classifica, al 14º posto, nella prima settimana di uscita a dicembre 2007.
La trilogia di Darth Bane è considerata una delle serie letterarie migliori dell'Universo espanso di Guerre stellari. Publishers Weekly ha recensito il primo libro affermando: «L'intensità a volte si allenta, ma nel complesso l'autore offre una solida avventura spaziale che sicuramente soddisferà i fedelissimi di Star Wars». La critica ha evidenziato come la storia si differenzi dalle avventure tipiche di Guerre stellari in quanto il protagonista è un cattivo e i lettori sono portati a solidarizzare con lui, in questo modo il libro dà l'opportunità di approfondire concetti interessanti come i Sith o il lato oscuro della forza da un punto di vista inedito. Punti di forza sono stati individuati nella storia "ben scritta", "potente" e "interessante" e nei personaggi "splendidamente concepiti", mentre lamentele minori sono state riservate ad alcuni errori di continuità e al fatto che alcune situazioni e luoghi siano avvertiti come poco innovativi.
 La regola dei due venne definito "un'avventura di vasta portata" e una "storia buia di brama di potere" e di ambizione, che costituisce un'ottima aggiunta al lato oscuro della Forza e all'Universo espanso di Guerre stellari. Poiché la trama non segue lo schema classico del viaggio dell'eroe, il libro si compone di "una serie di archi narrativi di portata minore, intrecciati attorno ai protagonisti lungo un periodo di alcuni anni, per poi sfociare in quello che succede quando tutte queste storie collidono". Il romanzo fu apprezzato per alcune scene, le ambientazioni, la riuscita caratterizzazione dei personaggi, in special modo Zannah, definita una figura "squisitamente complessa e in conflitto con se stessa", e per le intriganti dinamiche che si instaurano tra lei, Bane e gli altri coprotagonisti. Tuttavia, venne giudicato inferiore al primo capitolo, per l'assenza di una vera e propria trama principale, perché ritenuto affrettato in certi punti, e perché, costituendo il segmento centrale della trilogia, non riesce ad esaurire in modo soddisfacente tutte le sue linee narrative.
Il terzo libro venne accolto più sfavorevolmente. La critica ritenne che la storia di Karpyshyn fosse eccessivamente banale, ripetitiva di situazioni già viste nei primi due capitoli e in fin dei conti priva di valore e di interesse, mentre lo stile di scrittura venne avvertito come scialbo, inconcludente e ricco di ripetizioni. Ciononostante per i lettori La dinastia del male fu il libro che portò a conclusione la trilogia con un finale ricco d'azione e soddisfacente, che rappresentò il culmine dei due capitoli precedenti. Lo scontro decisivo tra Darth Bane e Zannah generò ambiguità e controversie, portando i fan a speculare sul fatto che Bane fosse trasmigrato con successo nel corpo di Zannah. Per chiarire la questione, Karpyshyn pubblicò un post sul suo sito web in cui affermava che Zannah aveva inequivocabilmente vinto la battaglia e che il suo era solo un modo per suggerire che una parte di Bane fosse confluita nella sua apprendista, così da generare l'interrogativo che si tratti solo di un affioramento superficiale o che Bane potesse essere «ancora "vivo" in qualche modo».